# Banque de grande clientèle
Pour les articles homonymes, voir BGC.
La banque de grande clientèle (BGC), parfois appelée banque de gros, désigne les activités bancaires à destination des entreprises dites « institutionnelles » tels que les banques, les assurances, les  fonds de pension, les promoteurs immobiliers ; ou à destination des administrations publiques.

## Clients
- Banques (banque d'investissement...)
- Assurances
- Fonds de pension
- caisses de retraite
- Administrations publiques
- Société foncière
- Promoteur immobilier
- Courtage en prêt immobilier

## Services proposés
- Financement
- Fusion-acquisition